# アザミ嬢のララバイ (テレビドラマ)
『アザミ嬢のララバイ』（アザミじょうのララバイ）は、2010年4月21日から同年6月23日まで毎日放送テレビ（MBSテレビ）ほかで放送されたテレビドラマ。全10話。

## 概要
仕事から帰宅した大人の女性をターゲットにした、1話完結によるオムニバス形式のファンタジック・ラブストーリー。タイトルは中島みゆきの同名曲から付けられ、テーマ曲にも同曲が採用されている。
オープニング・エンディングではドラマのキャラクター・アザミがアニメーションで登場し、心の棘が痛くて眠れず、一度も夢を見たことがない彼女がぐっすり眠れるよう、子守唄となる物語を聞かせる設定となっている。本編終了後、第9話まではそっぽを向いているが、最終話でアザミは涙を流し、ようやく眠りにつくことができる。
2010年7月21日にDVD-BOXが発売。

## 出演者
第1話「秘蜜を吸う」
- 市川繭子 - 田畑智子
- 謎の少年 - 綾野剛
- 安藤大輝 - 内浦純一
- 幼少期の繭子 - 八木瑛美莉

第2話「愛を、更新する。」
- 岩瀬織江 - 星野真里
- 天野雅彦 - 和田聰宏
- ヒロシ - 奥村知史
- 雅彦の女 - 来摩綾乃

第3話「しろへびの涙」
- ユキ - 中村ゆり
- 沢村 - 小市慢太郎
- ホームレス - 村木藤志郎

第4話「死者は死んだ羊の夢を見るか?」
- 由久子 - 町田マリー
- 辻田邦夫 - 岩松了
- 新聞配達の少年 - 染谷将太
- 刑事 - 村岡希美

第5話「ANNIVERSARY」
- 川東彩乃 - 北川弘美
- 真木孝太 - 金子ノブアキ
- 彩乃の母 - 朝加真由美
- 彩乃の父 - 山中聡
- 幼少期の彩乃 - 内村つぐみ

第6話「赤い靴」
- オリビア - 伊原夏菜
- 羽田隆一 - 小野寺昭
- 成田朋晶 - 中村悠斗
- 若き日の隆一 - 弓削智久

第7話「金魚のローレンス」
- ゆかり - 金澤美穂
- 金魚 - 堀部圭亮
- 奇石屋の店主 - 久松夕子

第8話「月ノホタル」
- 竹内姫子 - 霧島れいか
- 竹内光太郎 - 松重豊

第9話「カラダノ記憶」
- 安運転手 - 菅原大吉
- 健 - 柄本佑
- 花嫁（おいね） - 月船さらら
- 老婆（おいねの侍女） - 木野花

第10話「ララバイ」
- 坂上花絵 - 徳永えり
- 福田藍堂 - 蕨野友也
- 柚木ミズホ - 柳沢なな
- 男子学生 - 中山優貴
- ホームレス - 高峰関次郎

## スタッフ
- ナレーション：中村浩太郎
- シリーズ構成：小林弘利
- 脚本：小林弘利、小鶴（メディアンド）、吉村元希、三島有紀子、登坂琢磨（毎日放送）、宮武由衣（映広）、柳井祥緒、山野井敬子、渡部亮平
- 監督：麻生学、犬童一心、手塚眞、三島有紀子、宮武由衣（映広）、登坂琢磨（毎日放送）
- 撮影監督：高間賢治
- プロデューサー：宿利剛（キングレコード）、登坂琢磨（毎日放送）、横田裕子（毎日放送）、新井英夫（映広）
- アソシエイトプロデューサー：岩淵規（メディアンド）、田中美幸（ＩＭＪＥ）
- ラインプロデューサー：武田千明（映広）
- キャスティング：岩淵規（メディアンド）
- アートディレクター（セットデザイン）：名久井直子
- 美術：今井伴也
- アニメーション：三宅大介（森三平）、森山ヒロカズ（森三平）、小平和久（森三平）、糸曽賢志
- 音楽：小林洋平
- テーマ曲：中島みゆき「アザミ嬢のララバイ」（ヤマハミュージックコミュニケーションズ）
- 制作：映広
- 製作：「アザミ嬢のララバイ」製作委員会／キングレコード・毎日放送テレビ

## 放送日・サブタイトル
| 話数   | 放送日（毎日放送テレビ） | サブタイトル                | 脚本                | 監督       |
| ------ | ------------------------ | --------------------------- | ------------------- | ---------- |
| 第1話  | 2010年4月21日            | 秘蜜を吸う                  | 小鶴                | 犬童一心   |
| 第2話  | 2010年4月28日            | 愛を、更新する。            | 小鶴                | 犬童一心   |
| 第3話  | 2010年5月5日             | しろへびの涙                | 宮武由衣 小林弘利   | 宮武由衣   |
| 第4話  | 2010年5月12日            | 死者は死んだ羊の夢を見るか? | 吉村元希 三島有紀子 | 三島有紀子 |
| 第5話  | 2010年5月19日            | ANNIVERSARY                 | 渡部亮平 小林弘利   | 麻生学     |
| 第6話  | 2010年5月26日            | 赤い靴                      | 小林弘利            | 手塚眞     |
| 第7話  | 2010年6月2日             | 金魚のローレンス            | 小林弘利            | 宮武由衣   |
| 第8話  | 2010年6月9日             | 月ノホタル                  | 柳井祥緒            | 登坂琢磨   |
| 第9話  | 2010年6月16日            | カラダノ記憶                | 小林弘利            | 三島有紀子 |
| 第10話 | 2010年6月23日            | ララバイ                    | 山野井敬子 登坂琢磨 | 登坂琢磨   |

## 放送局
| 放送対象地域 | 放送局                      | 放送期間                       | 放送日時              | 放送系列                    | 備考   |
| ------------ | --------------------------- | ------------------------------ | --------------------- | --------------------------- | ------ |
| 近畿広域圏   | 毎日放送テレビ（MBSテレビ） | 2010年4月21日 - 2010年6月23日  | 水曜 25:20 - 25:50    | TBS系列                     | 制作局 |
| 中京広域圏   | CBCテレビ                   | 2010年5月7日 - 2010年7月9日    | 金曜 26:30 - 27:00    | TBS系列                     | [ 2 ]  |
| 福岡県       | RKB毎日放送（RKB）          | 2010年5月9日 - 2010年8月1日    | 日曜 26:30 - 27:00    | TBS系列                     |        |
| 北海道       | 北海道放送（HBC）           | 2011年3月22日 - 2011年5月31日  | 火曜 25:26 - 25:56    | TBS系列                     |        |
| 日本全域     | TBSチャンネル               | 2011年10月17日 - 2011年11月1日 | 月-木曜 27:30 - 28:00 | TBS系列 スカパー!（CS放送） |        |